# MADS-box
La MADS-box est une séquence très conservée et répétée de l'ADN de beaucoup d'organismes vivants, qui code des protéines de la famille des facteurs de transcription,.
Les gènes qui contiennent ce motif sont appelés la famille des gènes MADS-box. La MADS-box code le domaine MADS de liaison à l'ADN. Le domaine MADS se lie à des séquences d'ADN de grande similitude avec le motif CC[A/T]6GG appelé CArG-box. La longueur de la boîte MADS varie de 168 à 180 paires de bases, c'est-à-dire que le domaine MADS codé a une longueur de 56 à 60 acides aminés,,,. Il existe des preuves que le domaine MADS a évolué à partir d'un tronçon de séquence d'une topoisomérase de type II dans un ancêtre commun de tous les eucaryotes existants.

## Origine du nom
Le premier gène MADS-box à être identifié est ARG80 de la levure Saccharomyces cerevisiae, mais sans savoir qu'il appartenait à une famille de gènes. La famille de gènes MADS-box est un acronyme des quatre gènes découverts après ARG80 :
- MCM1 de la levure Saccharomyces cerevisiae,
- A GAMOUS de l'Arabette des dames Arabidopsis thaliana,
- DEFICIENS du muflier Antirrhinum majus[10],
- SRF de l'Homo sapiens.

## Diversité
Des gènes MADS-box ont été détectés chez presque tous les eucaryotes étudiés. Alors que les génomes des animaux et des champignons ne possèdent généralement qu'environ un à cinq gènes MADS-box, les génomes des plantes à fleurs ont environ 100 gènes MADS-box,. On distingue deux types de protéines du domaine MADS : les protéines du domaine MADS de type SRF (ou de type I) et les protéines de domaine MADS de type MEF2 (type II).
Les protéines de type SRF chez les animaux et les champignons ont un second domaine conservé, le domaine SAM (SRF, ARG80, MCM1). Les protéines de type MEF2 chez les animaux et les champignons ont le domaine MEF2 comme second domaine conservé.
Chez les plantes, les protéines de type MEF2 sont également appelées protéines de type MIKC en référence à leur structure de domaine conservé, où le domaine MADS (M) est suivi par une intervention (I), une kératine (K) et une extrémité C-terminale. Chez les plantes, les protéines du domaine MADS forment des tétramères et on pense que cela est essentiel pour leur fonction,. La structure du domaine de tétramérisation de la protéine SEPALLATA3 d'Arabidopsis thaliana, membre de la famille MADS-box, a été déterminée, et sa structure expliquerait pourquoi cette famille de gènes est aussi bien conservée à travers le monde vivant.
Günter Theißen, généticien étudiant les gènes de la boîte MADS à l'Université de Jena a montré à l'aide de ces gènes que les Gnetales seraient plus proches des conifères que des plantes à fleurs.

## Fonction des gènes MADS-box
Les gènes MADS-box ont une variété de fonctions. Chez les animaux, les gènes MADS-box sont impliqués dans le développement musculaire, la prolifération et la différenciation cellulaires. Les fonctions chez les champignons vont de la réponse aux phéromones au métabolisme de l'arginine.
Chez les plantes, les gènes MADS-box sont impliqués dans le contrôle de tous les aspects majeurs du développement : développement des gamétophytes mâles et femelles, des embryons et des graines, des racines, des fleurs et des fruits,.
Certains gènes MADS-box des plantes à fleurs ont des fonctions homéotiques comme les gènes HOX des animaux. Les gènes floraux MADS-box homéotiques (tels que AGAMOUS et DEFICIENS) participent à la détermination de l'identité d'un organe floral selon le modèle ABC du développement des fleurs.
Une autre fonction des gènes MADS-box est la détermination du temps de floraison. Chez Arabidopsis thaliana, les gènes de la MADS-box SOC1 et Flowering Locus C (FLC) joueraient un rôle important dans l'intégration des voies de floraison moléculaire. Ces gènes sont essentiels pour que la floraison et la fécondation se produisent aux meilleurs moments.

## Structure des protéines MADS-box
La structure des protéines MADS-box est caractérisée par quatre domaines. À l'extrémité N-terminale se trouve le domaine de liaison à l'ADNMADS hautement conservé. À côté du domaine MADS se trouvent les domaines Intervening (I) et Kératine-like (K) modérément conservés, qui sont impliqués dans des interactions protéine-protéine spécifiques. Le domaine à l'extrémité C-terminale (C) est hautement variable et est impliqué dans l'activation transcriptionnelle et l'assemblage d'hétérodimères et de complexes protéiques multimères.